# David Lowe
David Lowe (Beckenham, 28 febbraio 1960) è un ex nuotatore britannico.
Specializzato nella farfalla ha vinto la medaglia di bronzo nella staffetta 4x100 m misti alle Olimpiadi di Mosca 1980.

## Palmarès
- Olimpiadi
  - Mosca 1980: bronzo nella staffetta 4x100 m misti.